# 연합군의 시칠리아 침공
연합군의 시칠리아 침공은 1943년 7월 10일 미군과 영국군이 시칠리아로 상륙한 작전이다. 허스키 작전(Operation Huskey)이라고도 불린다.

## 배경
횃불 작전 종료 후, 다음 전투 장소를 정하기 위해 모인 연합군은 미국의 프랑스 상륙 의견과 영국의 이탈리아 상륙 의견으로 나뉘었다. 이 분분한 상황에서 프랭클린 D. 루즈벨트 대통령이 시칠리아에 상륙을 하는 대신, 유럽에서의 전투가 아니라 북아프리카 전투의 연장으로 보는 것에 합의를 하였다.

## 작전상황
튀니지로부터 동북쪽 90마일 지점에 있는 시칠리아는 지중해를 동서로 양분할 뿐만 아니라, 만일의 경우 남부 유럽에 대한 상륙작전이 실시될 때 교두보가 될 수 있는 전략적 위치를 점하고 있다. 아울러 허스키 작전은 동부 전선의 독일군 견제와 더불어 이탈리아에 대한 압박을 견고히 한다는 부가적인 효과도 노릴 수 있었다.
연합군의 작전계획에 의하면 조지 S. 패튼의 미 제7군과 버나드 로 몽고메리의 영국 제8군이 하워드 알렉산더 대장 휘하에 제 15집단군을 이루어 시칠리아 중남부 및 동남쪽 해안에 상륙하도록 되어 있었다. 튀니지 전역 중 알제리에서 편성된 미 제7군은 제2차 세계대전에 투입된 최초의 미국 야전군이었다. 한편 지상군을 지원하기 위하여 아서 테더 원수가 지휘한 연합공군과 커닝엄 제독 휘하의 해군이 동원되었다. 공격일시는 1943년 7월 10일로 예정되었다.
이에 맞선 추축군은 항공기 1600대의 지원을 받은 3만 5000명의 병력을 보유하고 있었으나 장비와 지원화력이 모두 열세했고, 실제로 전투의지가 있었던 숫자는 7만 5000명의 독일군뿐이었다.

## 경과
연합군의 공세는 7월 9일 자정부터 투하된 공수 부대 공격으로 시작되었는데 겔라와 시러큐스 근방에 낙하된 미 제82공수사단 및 영 제1공수사단 예하의 공정대는 때마침 불어온 시속 40마일의 강풍으로 분산되었다.
그러나 상륙작전은 예정대로 진행되어 당일 약 2 ~ 3마일의 해안 교두보를 마련하였다. 그리고 7월 15일경에는 옐로우선을 돌파하여 블루선 적 반격 대비선까지 육박함으로써 안전한 거점을 확보하였고 이후 미 제7군은 서북쪽으로 진격하여 7월 22일 시칠리아 최대의 도시인 팔레르모를 점령한 후 다시 동쪽으로 방향을 전환하였으며, 영 제8군은 계속 동북해안을 따라 북상하여 에트나 화산까지 진격하였다.
이제 동맹군은 안전한 철수를 위해 에트나 화산 서북쪽에 방어진을 구축하였다. 그러나 연합군은 강력한 압박을 가하여 독일군을 격퇴하고, 소규모 상륙작전을 시행하여 후방 철수로를 위협하였다. 결국 독일군은 8월 11일 이후 메시나를 거쳐 이탈리아 본토로 퇴각한다.

## 결과
38일 간의 시칠리아섬 작전을 통하여 시칠리아를 장악하는 데 성공하지만, 독일군은 지형적 장애물을 이용하여 지연전을 펼쳐 주력부대 6만 명 이상을 안전하게 철수시키는데 성공하고 반대편 이탈리아 반도에 해안포 수백 대가 설치되어 연합군의 상륙을 방해했다.
하지만 결과적으로 이탈리아에 상륙할 수 있을 기반을 마련하고 동부 전선의 성채 작전 중지에도 영향을 주면서 독일군이 동부 전선의 많은 병력을 이탈리아로 빼돌리게 만들었다.

## 관련 미디어
- 게임
  - 메달 오브 아너 얼라이드 어썰트 브레이크쓰루 (Medal of Honor: Allied Assault Breakthrough)
  - 콜 오브 듀티: 유나이티드 오펜시브 (Call of Duty United Offensive)
  - 콜 오브 듀티 2 빅 레드 원 (Call of Duty 2 Big Red One)
  - 메달 오브 아너: 에어본 (Medal of Honor: Airborne)

## 같이 보기
- 이탈리아 상륙
- 노르망디 상륙 작전